# Zsa Zsa Speck
Zsa Zsa Speck (nume real Perry Pandrea) a fost claviaturist pentru Marilyn Manson and the Spooky Kids în 1989. Numele său de scenă era o combinație între numele Zsa Zsa Gabor și Richard Speck, după modelul celorlalți membrii ai trupei care se denumeau combinând numele unui model feminin cu cel al unui criminal în serie. Mai târziu în 1989, a fost înlocuit la clape de Madonna Wayne Gacy. 